# 新仁苗族乡
新仁苗族乡是中华人民共和国贵州省毕节市黔西市下辖的一个民族乡。

## 行政区划
新仁苗族乡下辖以下村级行政区划单位：
仁慕村、文化村、长井村、隆兴村、东风村、群益村、化屋村、小寨村和田坝村。